# Rui Cordeiro
Rui Cordeiro (ur. 14 października 1976 w Figueira da Foz) – portugalski rugbysta grający na pozycji filara młyna, reprezentant kraju, uczestnik Pucharu Świata 2007.
Podczas kariery sportowej związany był z klubem Associação Académica Coimbra Rugby, z którym występował również w europejskich pucharach.
W reprezentacji Portugalii w latach 2002–2007 rozegrał łącznie 44 spotkania zdobywając 10 punktów. W 2007 roku został powołany na Puchar Świata, na którym wystąpił we wszystkich czterech meczach swojej drużyny.
Z wykształcenia był weterynarzem.